# Zdeňka Hanzlová
Zdeňka Hanzlová (rozená Holubová) (10. září 1904 Podmokly – 24. října 1942 koncentrační tábor Mauthausen) se spolu se svým manželem Josefem Hanzlem za protektorátu zapojila do domácího sokolského protiněmeckého odboje.

## Život
Po Čurdově zradě (16. června 1942) a boji parašutistů v kostele svatých Cyrila a Metoděje v Resslově ulici v Praze (18. června 1942) zahájily německé bezpečnostní složky rozsáhlé zatýkání v řadách odbojářů se zvýšeným zájmem o podporovatele parašutistů a o jejich rodinné příslušníky. Zdeňka Hanzlová byla zatčena gestapem 27. srpna 1942. V nepřítomnosti byla v Praze odsouzena 29. září 1942 německým stanným soudem k trestu smrti. Od 13. října 1942 byla držena v policejní věznici gestapa v Malé pevnosti v Terezíně. Dne 22. října 1942 byla deportována do koncentračního tábora Mauthausen. Zde byla následujícího dne (23. října 1942) evidována. V Mauthausenu byla zavražděna střelou do týla z malorážní pistole v sobotu 24. října 1942 (ve 12.50 hodin) ve skupině 262 československých vlastenců, kteří byli ten den (v čase od 8.30 do 17.42 hodin) zbaveni života stejným způsobem. Exekuce se konala v odstřelovacím koutě (německy: Genickschussecke) přikrytém černou látkou a maskovaném jako „osobní výškoměr“, který se nacházel v mauthusenském bunkru.

## Josef Hanzl

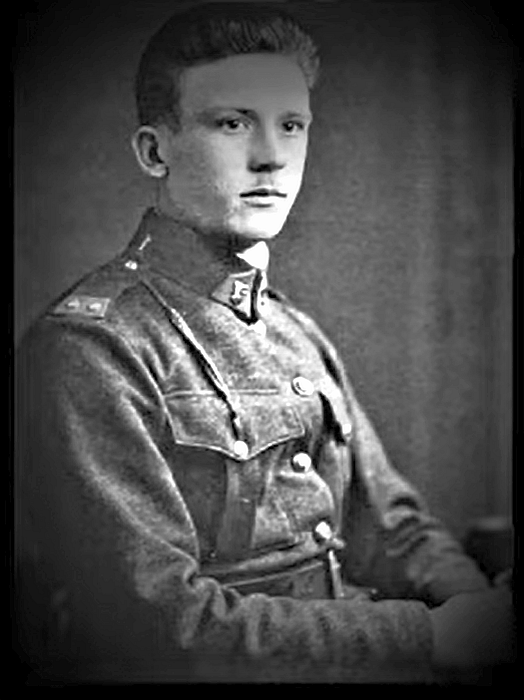
Josef Hanzl

Josef Hanzl se narodil 26. února 1903 v Olšině u Mnichova Hradiště. Jeho otcem byl Vincenc Hanzl, jeho matkou byla Kateřina Hanzlová (rozená Kinská). Manželé Hanzlovi bydleli původně v Podmoklech, kde byl Josef Hanzl členem Sokola v Podmoklech a župním náčelníkem sokolského dorostu v Duchcově. Dne 18. listopadu 1929 se manželům Hanzlovým narodil syn Lumír Hanzl. Po přijetí Mnichovské dohody (30. září 1938) byl nucen (spolu s manželkou a synem) opustit pohraničí a z Podmokel se přestěhovat do Olšiny, kde bydleli v čísle popisném 35. V Praze působil jako člen sokola v Břevnově, ale pracoval jako skladník v centrálním skladu Českomoravských drah v Bubenči. V domácím sokolském odboji spolupracoval s Václavem Novákem z Libně. Václav Novák (1893–1942) byl Hanzlův blízký přítel, znali se z Podmokel a ze Sokola, kde Novák vykonával funkci náčelníka. Václav Novák měl za protektorátu v Praze kontakty na další členy sokolského odboje – na Jana Zelenku–Hajského a Jaroslava Piskáčka. A byl to právě Jan Zelenka-Hajský od které se Václav Novák v lednu 1942 dozvěděl, že se parašutisté Jan Kubiš a Jozef Gabčík ukrývají u odbojáře Václava Růty.
V domácím odboji podporoval Josef Hanzl penězi a potravinami rodiny zatčených a popravených příslušníků odboje a české vlastence, kteří byli nuceni žít v ilegalitě. Ihned po příchodu parašutistů do Prahy v lednu 1942 se Josef Hanzl zapojil do spolupráce s nimi. Jednou z forem pomoci bylo i to, že Hanzl dodával v Praze proviant z drážního skladu v Bubenči do úkrytu parašutistů v kryptě pravoslavného kostela v Resslově ulici.
Měsíc před zatčením Zdeňky Hanzlové (27. srpna 1942) byl dne 27. července 1942 zatčen Josef gestapem. V nepřítomnosti byl v Praze odsouzen 29. září 1942 německým stanným soudem k trestu smrti. Z policejní vazební věznice v Praze na Pankráci byl 28. srpna 1942 přemístěn do policejní věznice gestapa v Malé pevnosti v Terezíně. Dne 22. října 1942 byl deportován do koncentračního tábora Mauthausen. Zde byl následujícího dne (23. října 1942) evidován. V Mauthausenu byl zavražděn v sobotu 24. října 1942 (v 15.26 hodin) stejným způsobem jako jeho manželka.

## Dovětek
Syn Lumír Hanzl (* 18. listopadu 1929, Olšina, Turnov) byl až do konce druhé světové války vězněn v Praze na Jenerálce, v internačním táboře ve Svatobořicích na jižní Moravě a v Plané nad Lužnicí. Dožil se osvobození a konce druhé světové války.

## Připomínky
- Její jméno (Hanzlová Zdeňka roz. Holubová *10.9.1904) i jméno jejího manžela (Hanzl Josef *26.3.1903) jsou uvedena na pomníku při pravoslavném chrámu svatého Cyrila a Metoděje (adresa: Praha 2, Resslova 9a). Pomník byl odhalen 26. ledna 2011 a je součástí Národního památníku obětí heydrichiády.[14][15][16]
- Jméno Josefa Hanzla (HANZL JOSEF, 23.2.1903, 24.10.1942, V MAUTHAUS) bylo uvedeno i na pomníku věnovaném obětem druhé světové války, který se nacházel v areálu společnosti ATECO na adrese Praha 7, Železničářů 204/6, Holešovice.[17][18]

## Galerie

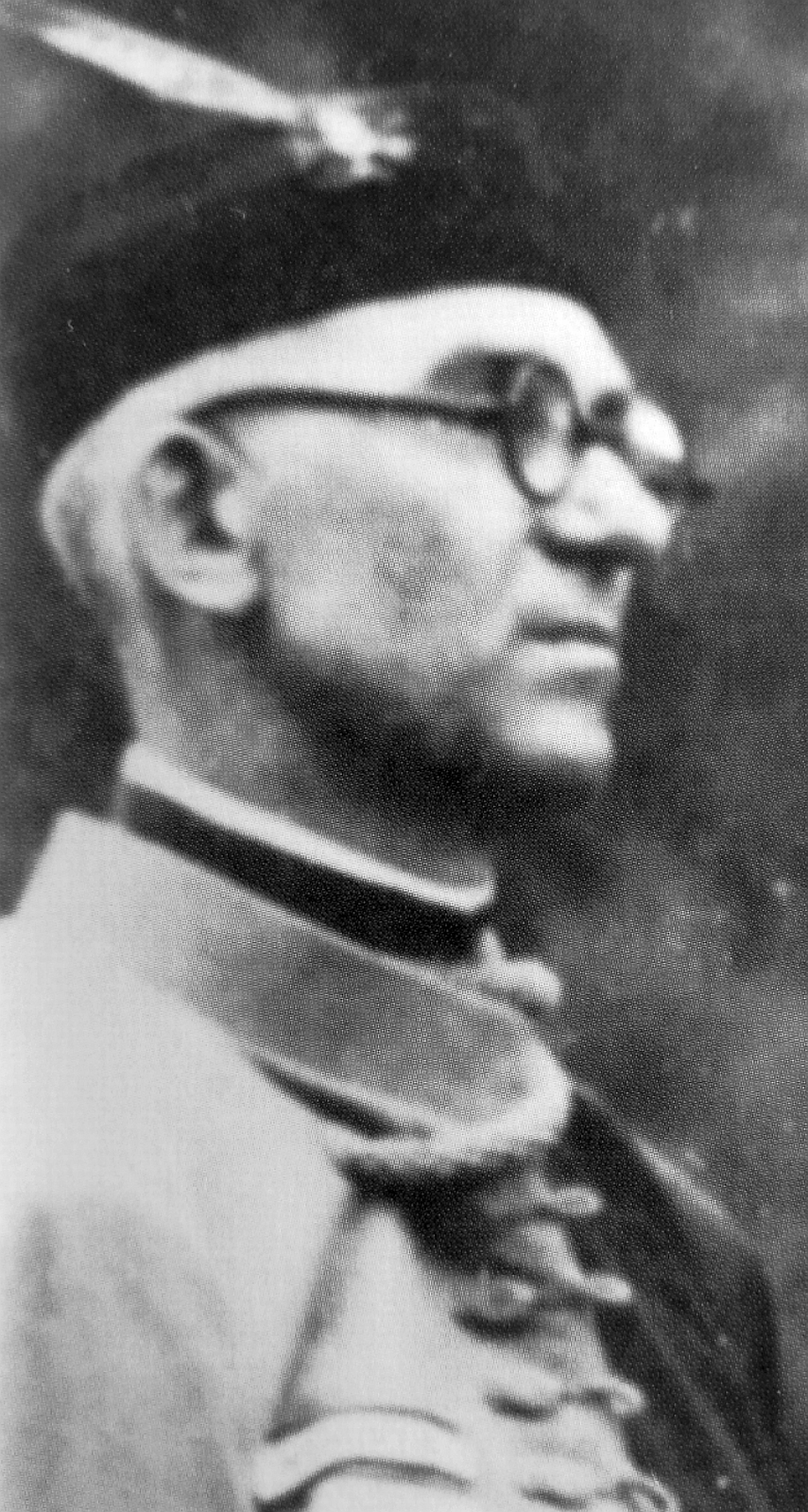
Sokolský odbojář Jan Zelenka-Hajský
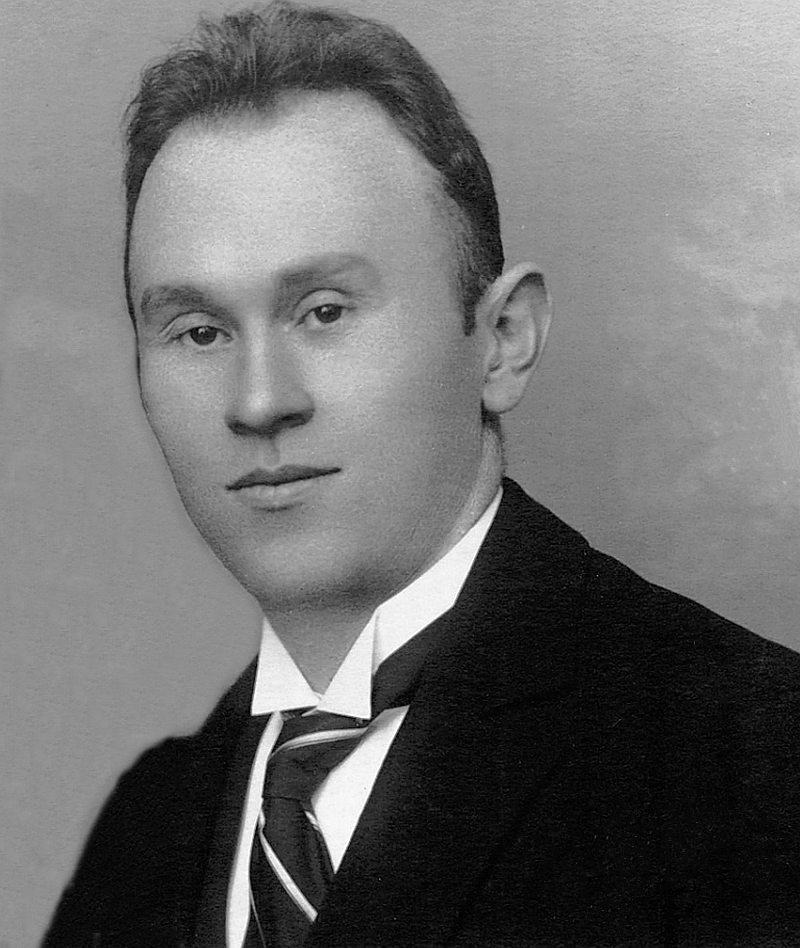
Odbojář Jaroslav Piskáček
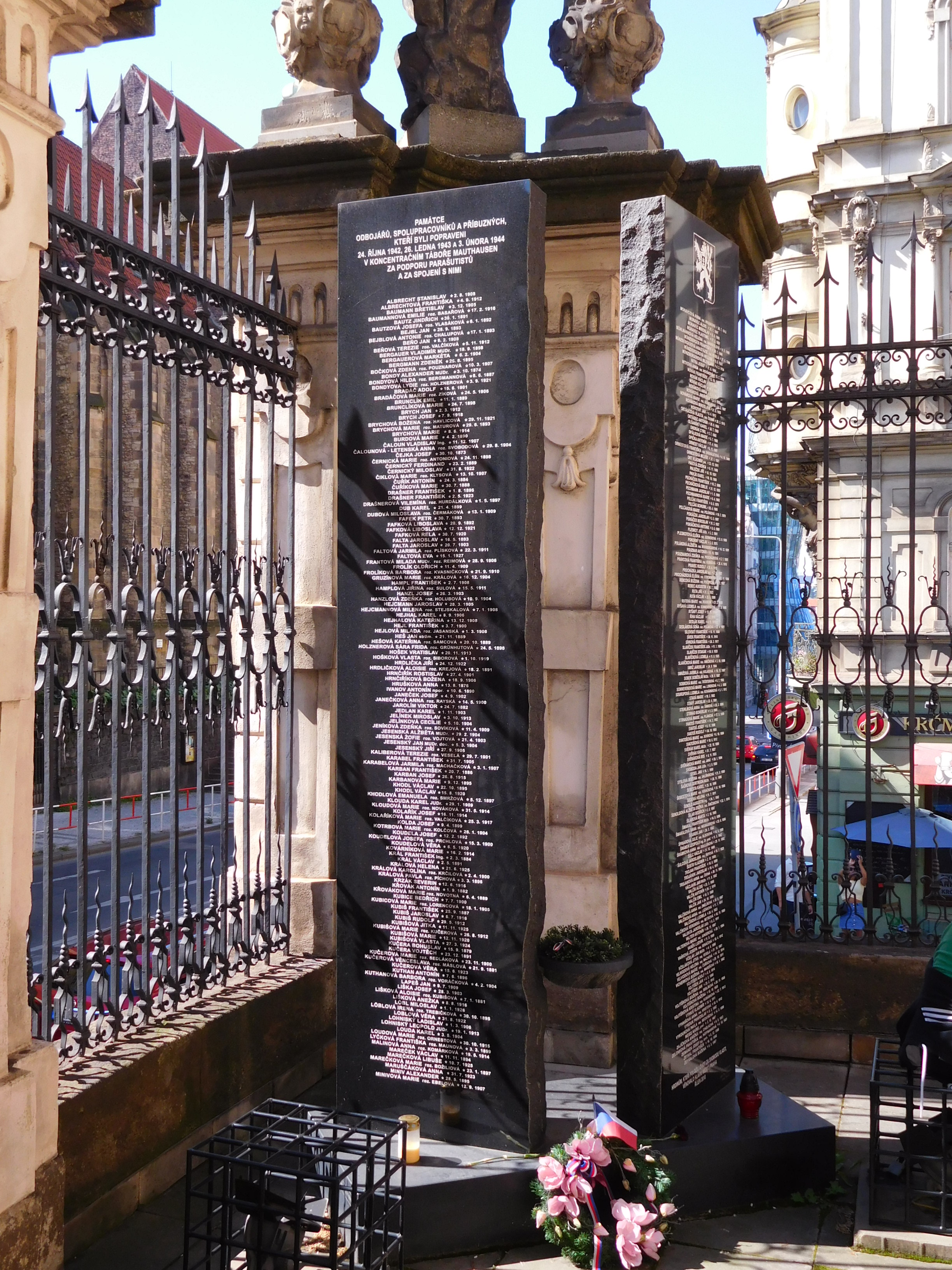
Pomník odbojářům popraveným a umučeným v souvislostí s operací Anthropoid (Resslova ulice)